# Acrolophus noctuina
Acrolophus noctuina är en fjärilsart som beskrevs av Walsingham 1891. Acrolophus noctuina ingår i släktet Acrolophus och familjen Acrolophidae. Inga underarter finns listade i Catalogue of Life.